# Chápan pavoučí
Chápan pavoučí (Brachyteles arachnoides) je ploskonosá opice (Platyrrhini) z čeledi chápanovití (Atelidae) a podčeledi chápani (Atelinae).

## Výskyt

Chápan pavoučí

Primát je endemickým druhem Brazílie. Vyskytuje se v listnatých lesích na jejím jihovýchodě (São Paulo, Rio de Janeiro, Paraná).

## Popis a způsob života

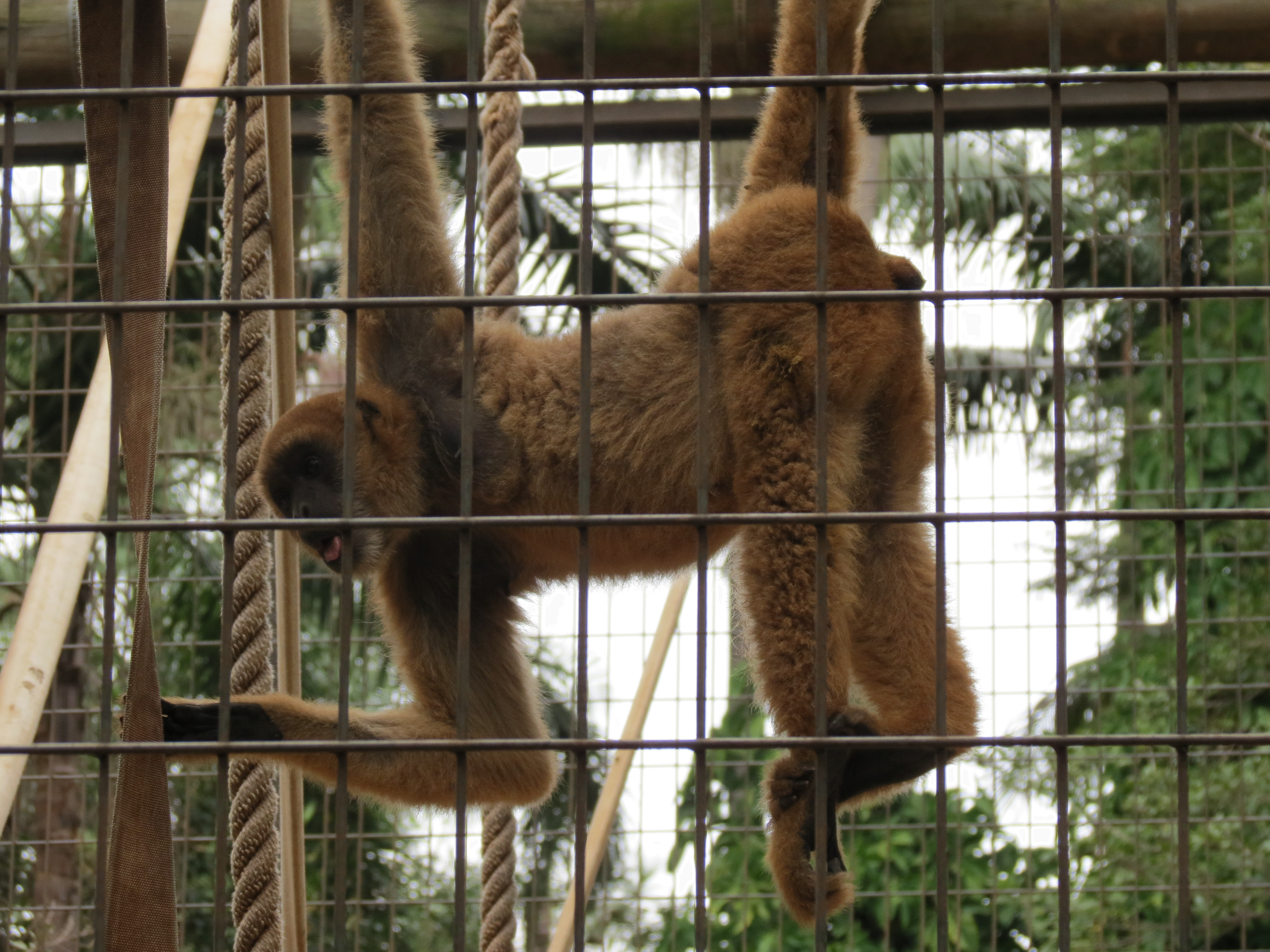
Tento chápan v zajetí používá ocas jako pátou končetinu

Samci mohou vážit až 15 kg, měřit mohou téměř 80 cm. Chápan patří mezi největší americké opice. Ocas je dlouhý, silný, na konci olysalý. Srst je mimo černého obličeje a rudých genitálií šedavá až zlatá. Chápani se zdržují pouze na stromech, ze kterých slézají pouze občas a velice neochotně. Svůj název dostali díky chápavému ocasu, který používají jako další končetinu a s jehož pomocí se dokáží zavěsit za větve a mít všechny čtyři nohy ve vzduchu. Obratnost a způsob pohybu ve stromoví jim také vysloužila druhové jméno "pavoučí". Mezi nepřátele chápanů patří především šelmy. Tato opice se živí pouze rostlinnou potravou, například plody. Členové tlupy k sobě nejsou příliš agresivní, toto chování je patrně zapříčiněno tím, že chápan pavoučí tráví většinu času na stromech a potyčky by mohly skončit pádem.

### Rozmnožování
Pohlavní dospělosti je u samic dosaženo okolo 11. roku věku, u samců okolo 5,5 roků věku. Porody probíhají v období sucha mezi květnem až zářím. Po 7–8,5 měsících gravidity se samici narodí průměrně jedno mládě. Mládě je zpočátku bezmocné, první týdny žije zachycené na matčině srsti blízko prsních bradavek, poté je zhruba od šesti měsíců nošeno na hřbetě matky. Po jednom roce se začne pomalu od samice odpoutávat a vydávat se od ní na větší vzdálenosti do okolí, ovšem vždy připravené přiběhnout na matčino přivolání. Odstav od mateřského mléka nastává okolo 18.–30. měsíce věku mláděte. Kolem 4–6 let se již dospívající mláďata odpoutávají se od matky.

## Ohrožení

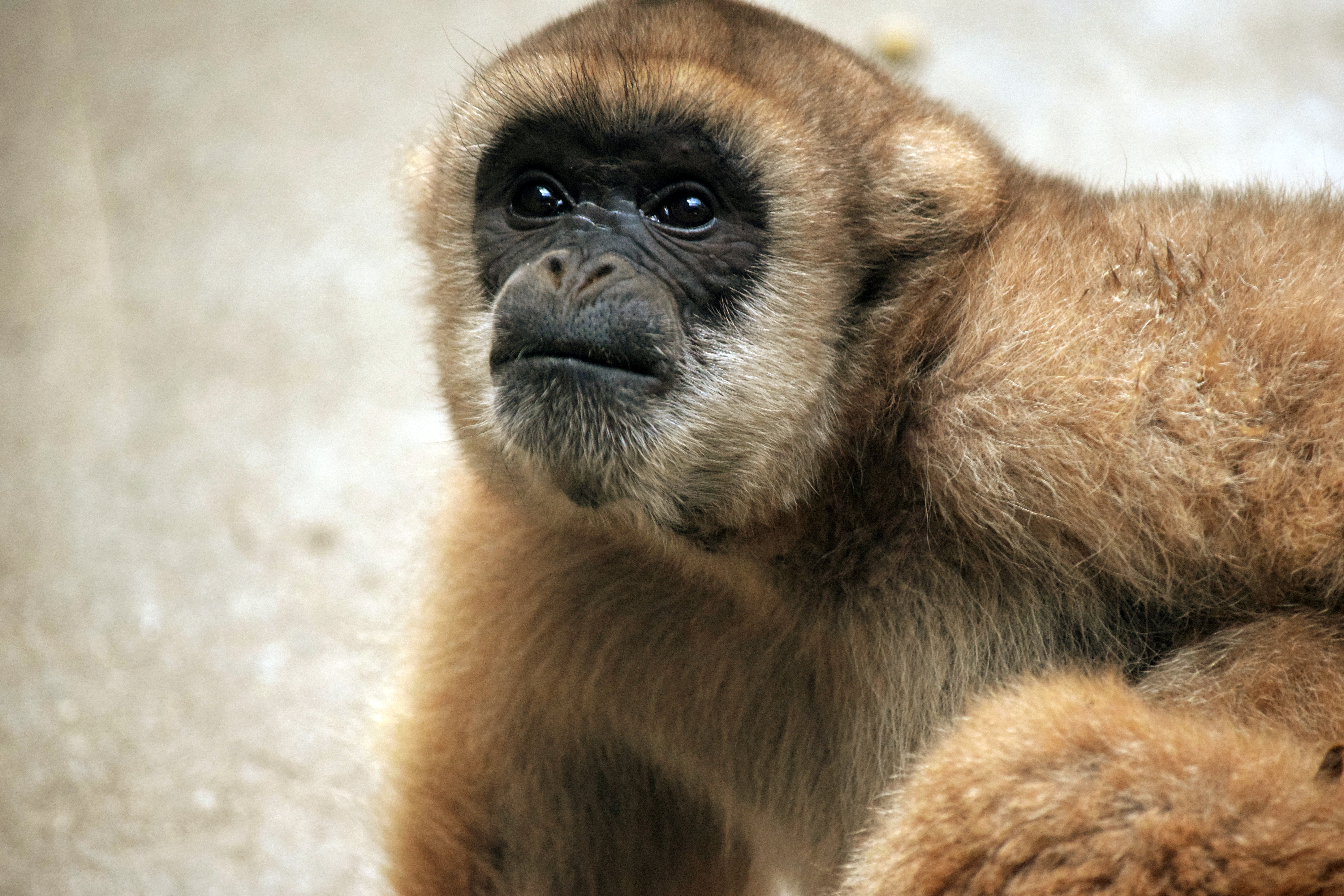
Záběr hlavy chápana

Ohrožujícím faktorem je ztráta přirozeného prostředí. Původní lesy jihovýchodní Brazílie ustupují těžbě písku, bauxitu, žuly a jílu, stejně jako zemědělským oblastem, pastvinám pro dobytek a lidským sídlům. Velmi vážnou hrozbou je také lov, probíhající navzdory výskytu opice v chráněných areálech. Mezinárodní svaz ochrany přírody od roku 2019 vede druh jako kriticky ohrožený taxon, přičemž celková populace je odhadována na méně jak 1200 jedinců ve 20 izolovaných populacích. IUCN zároveň uvádí pokles populací o nejméně 80 % za posledních 60 let.

## Synonyma
- Mirikï
- Opice pavoučí [5]